# A Ferencvárosi TC 1958–1959-es szezonja
A Ferencvárosi TC 1958–1959-es szezonja szócikk a Ferencvárosi TC első számú férfi labdarúgócsapatának egy szezonjáról szól, mely összességében és sorozatban is az 57. idénye volt a csapatnak a magyar első osztályban. A klub fennállásának ekkor volt a 60. évfordulója.

## Mérkőzések
| Színmagyarázat | Színmagyarázat |
| -------------- | -------------- |
|                | Győzelem.      |
|                | Döntetlen.     |
|                | Vereség.       |

### NB 1 1958–59

#### Őszi fordulók
| 1. forduló 1958. augusztus 31. |

| Ferencváros | 0 – 1               | MTK        |
| ----------- | ------------------- | ---------- |
|             | (0 – 0) Jegyzőkönyv | Kovács 66' |

| Népstadion, Budapest Nézőszám: 85 000 Játékvezető: Sramkó Jenő (magyar) |

| 2. forduló 1958. szeptember 3. |

| Újpesti Dózsa             | 2 – 4               | Ferencváros                          |
| ------------------------- | ------------------- | ------------------------------------ |
| Bencsics 65' Borsányi 68' | (0 – 3) Jegyzőkönyv | Borsos 8' 34' Orosz 39' Fenyvesi 87' |

| Népstadion, Budapest Nézőszám: 30 000 Játékvezető: Bánkuti Andor (magyar) |

| 3. forduló 1958. szeptember 7. |

| Ferencváros              | 1 – 1               | Csepel SC           |
| ------------------------ | ------------------- | ------------------- |
| Kertész 61' Gerendás 51′ | (0 – 1) Jegyzőkönyv | Gondos 19' Bakó 62' |

| Üllői út, Budapest Nézőszám: 25 000 Játékvezető: Zsolt István (magyar) |

| 4. forduló 1958. szeptember 21. |

| Haladás VSE | 2 – 2               | Ferencváros                |
| ----------- | ------------------- | -------------------------- |
| Pál 31' 52' | (1 – 1) Jegyzőkönyv | Orosz 28' Friedmanszky 80' |

| Rohonci úti stadion, Szombathely Nézőszám: 15 000 Játékvezető: Sramkó Jenő (magyar) |

| 5. forduló 1958. október 12. |

| Ferencváros               | 3 – 0               | Miskolci VSC |
| ------------------------- | ------------------- | ------------ |
| Borsos 55' 74' Rákosi 87' | (0 – 0) Jegyzőkönyv |              |

| Népstadion, Budapest Nézőszám: 30 000 Játékvezető: Emsberger Gyula (magyar) |

| 6. forduló 1958. október 15. |

| Dorogi Bányász          | 2 – 3               | Ferencváros                                       |
| ----------------------- | ------------------- | ------------------------------------------------- |
| Andris 31' Pozsonyi 59' | (1 – 3) Jegyzőkönyv | Friedmanszky 19' Monostori 23' (öngól) Borsos 33' |

| Bányász stadion, Dorog Nézőszám: 6 000 Játékvezető: Kösztner Vilmos (magyar) |

| 7. forduló 1958. október 19. |

| Ferencváros | 0 – 1               | Vasas      |
| ----------- | ------------------- | ---------- |
|             | (0 – 1) Jegyzőkönyv | Mathesz 3' |

| Népstadion, Budapest Nézőszám: 50 000 Játékvezető: Szaffián Mihály (magyar) |

| 8. forduló 1958. november 2. |

| Ferencváros               | 3 – 1               | Diósgyőr   |
| ------------------------- | ------------------- | ---------- |
| Rákosi 10' Albert 74' 89' | (1 – 0) Jegyzőkönyv | Csányi 59' |

| Népstadion, Budapest Nézőszám: 15 000 Játékvezető: Bánkuti Andor (magyar) |

| 9. forduló 1958. november 9. |

| Győri Vasas ETO | 0 – 1               | Ferencváros      |
| --------------- | ------------------- | ---------------- |
|                 | (0 – 0) Jegyzőkönyv | Friedmanszky 61' |

| Győr Nézőszám: 8 000 Játékvezető: Hernádi Vilmos (magyar) |

| 10. forduló 1958. november 30. |

| Tatabányai Bányász                           | 5 – 0               | Ferencváros |
| -------------------------------------------- | ------------------- | ----------- |
| Bíró 7' Dombai 54' 61' Szovják 76' Lahos 78' | (1 – 0) Jegyzőkönyv |             |

| Városi Stadion, Tatabánya Nézőszám: 10 000 Játékvezető: Kaposi Sándor (magyar) |

| 11. forduló 1958. december 7. |

| Ferencváros         | 1 – 3               | BVSC                       |
| ------------------- | ------------------- | -------------------------- |
| Kárpáti 88' (öngól) | (0 – 3) Jegyzőkönyv | Borbély 6' Csernai 16' 20' |

| Népstadion, Budapest Nézőszám: 10 000 Játékvezető: Fehérvári József (magyar) |

| 12. forduló 1958. december 14. |

| Budapesti Honvéd                          | 5 – 1               | Ferencváros  |
| ----------------------------------------- | ------------------- | ------------ |
| Kazinczy 63' 69' Machos 68' 89' Tichy 82' | (0 – 1) Jegyzőkönyv | Vilezsál 38' |

| Népstadion, Budapest Nézőszám: 25 000 Játékvezető: Borossy László (magyar) |

| 13. forduló 1958. december 17. |

| Ferencváros                    | 3 – 1               | Salgótarjáni BTC |
| ------------------------------ | ------------------- | ---------------- |
| Orosz 25' Friedmanszky 50' 70' | (1 – 0) Jegyzőkönyv | Vasas 88'        |

| Üllői út, Budapest Nézőszám: 12 000 Játékvezető: Gere Gyula (magyar) |

#### Tavaszi fordulók
| 14. forduló 1959. március 1. |

| Ferencváros          | 2 – 0               | Haladás VSE |
| -------------------- | ------------------- | ----------- |
| Orosz 14' Albert 16' | (2 – 0) Jegyzőkönyv | Pém 71′     |

| Üllői út, Budapest Nézőszám: 35 000 Játékvezető: Virágh Ferenc (magyar) |

| 15. forduló 1959. március 8. |

| Miskolci VSC | 0 – 0               | Ferencváros |
| ------------ | ------------------- | ----------- |
|              | (0 – 0) Jegyzőkönyv |             |

| Miskolc Nézőszám: 18 000 Játékvezető: Gere Gyula (magyar) |

| 16. forduló 1959. március 15. |

| Ferencváros | 0 – 0               | Dorogi Bányász |
| ----------- | ------------------- | -------------- |
|             | (0 – 0) Jegyzőkönyv |                |

| Népstadion, Budapest Nézőszám: 40 000 Játékvezető: Páldi Ede (magyar) |

| 17. forduló 1959. március 22. |

| Vasas       | 1 – 1               | Ferencváros  |
| ----------- | ------------------- | ------------ |
| Csordás 29' | (1 – 1) Jegyzőkönyv | Fenyvesi 16' |

| Népstadion, Budapest Nézőszám: 70 000 Játékvezető: Hernádi Vilmos (magyar) |

| 18. forduló 1959. április 12. |

| Ferencváros | 0 – 1               | Győri Vasas ETO |
| ----------- | ------------------- | --------------- |
|             | (0 – 0) Jegyzőkönyv | Keglovich 50'   |

| Üllői út, Budapest Nézőszám: 30 000 Játékvezető: Kaposi Sándor (magyar) |

| 19. forduló 1959. április 25. |

| Salgótarjáni BTC | 0 – 0               | Ferencváros |
| ---------------- | ------------------- | ----------- |
|                  | (0 – 0) Jegyzőkönyv |             |

| Salgótarján Nézőszám: 7 000 Játékvezető: Szigeti György (magyar) |

| 20. forduló 1959. május 10. |

| Ferencváros  | 1 – 0               | Tatabányai Bányász |
| ------------ | ------------------- | ------------------ |
| Fenyvesi 83' | (0 – 0) Jegyzőkönyv |                    |

| Üllői út, Budapest Nézőszám: 32 000 Játékvezető: Dorogi Andor (magyar) |

| 21. forduló 1959. május 16. |

| BVSC | 0 – 0               | Ferencváros |
| ---- | ------------------- | ----------- |
|      | (0 – 0) Jegyzőkönyv |             |

| Népstadion, Budapest Nézőszám: 20 000 Játékvezető: Major II László (magyar) |

| 22. forduló 1959. május 24. |

| Ferencváros                        | 4 – 3               | Budapesti Honvéd                 |
| ---------------------------------- | ------------------- | -------------------------------- |
| Friedmanszky 9' 18' 28' Albert 41' | (4 – 2) Jegyzőkönyv | Tichy 26' Regős 35' Törőcsik 89' |

| Népstadion, Budapest Nézőszám: 75 000 Játékvezető: Szigeti György (magyar) |

| 23. forduló 1959. május 31. |

| MTK | 0 – 1               | Ferencváros  |
| --- | ------------------- | ------------ |
|     | (0 – 1) Jegyzőkönyv | Fenyvesi 41' |

| Népstadion, Budapest Nézőszám: 50 000 Játékvezető: Hernádi Vilmos (magyar) |

| 24. forduló 1959. június 7. |

| Diósgyőr                  | 3 – 2               | Ferencváros          |
| ------------------------- | ------------------- | -------------------- |
| Kiss 7' Iván 20' Papp 30' | (3 – 1) Jegyzőkönyv | Friedmanszky 43' 90' |

| DVTK-stadion, Miskolc Nézőszám: 18 000 Játékvezető: Virágh Ferenc (magyar) |

| 25. forduló 1959. június 14. |

| Ferencváros                         | 3 – 4               | Újpesti Dózsa                           |
| ----------------------------------- | ------------------- | --------------------------------------- |
| Albert 55' 84' Borsányi 75' (öngól) | (0 – 3) Jegyzőkönyv | Göröcs 34' 44' Szusza 37' Kuharszki 80' |

| Népstadion, Budapest Nézőszám: 30 000 Játékvezető: Zsolt István (magyar) |

| 26. forduló 1959. június 21. |

| Csepel SC   | 1 – 1               | Ferencváros             |
| ----------- | ------------------- | ----------------------- |
| Kleibán 59' | (0 – 1) Jegyzőkönyv | Vilezsál 44' (11-esből) |

| Béke téri stadion, Budapest Nézőszám: 20 000 Játékvezető: Virágh Ferenc (magyar) |

#### A végeredmény
|    | Csapat                | Játszott | Gy | D  | V  | L  | K  | Gk  | Pont | Megjegyzés                         |
| -- | --------------------- | -------- | -- | -- | -- | -- | -- | --- | ---- | ---------------------------------- |
| 1  | Csepel SC             | 26       | 14 | 6  | 6  | 56 | 25 | +31 | 34   | Bajnok, 1959–1960-as BEK selejtező |
| 2  | MTK                   | 26       | 15 | 4  | 7  | 45 | 26 | +19 | 34   | 1959-es közép-európai kupa         |
| 3  | Budapesti Honvéd SE   | 26       | 13 | 7  | 6  | 46 | 25 | +21 | 33   | 1959-es közép-európai kupa         |
| 4  | Vasas SC              | 26       | 12 | 9  | 5  | 30 | 22 | +8  | 33   |                                    |
| 5  | Újpesti Dózsa         | 26       | 12 | 7  | 7  | 50 | 38 | +12 | 31   |                                    |
| 6  | Tatabányai Bányász SC | 26       | 12 | 7  | 7  | 39 | 31 | +8  | 31   |                                    |
| 7  | Ferencváros           | 26       | 10 | 8  | 8  | 37 | 37 | 0   | 28   |                                    |
| 8  | Salgótarjáni BTC      | 26       | 8  | 9  | 9  | 30 | 37 | -7  | 25   |                                    |
| 9  | Diósgyőri VTK         | 26       | 6  | 10 | 10 | 28 | 35 | -7  | 22   |                                    |
| 10 | Szombathelyi Haladás  | 26       | 8  | 8  | 10 | 26 | 39 | -13 | 22   | 2 pont levonva                     |
| 11 | Dorog                 | 26       | 5  | 11 | 10 | 33 | 40 | -7  | 21   |                                    |
| 12 | BVSC                  | 26       | 6  | 6  | 14 | 26 | 39 | -13 | 18   |                                    |
| 13 | Miskolci VSC          | 26       | 4  | 9  | 13 | 15 | 46 | -31 | 17   | Kiestek az NB II-be                |
| 14 | Győri Vasas ETO       | 26       | 3  | 7  | 16 | 15 | 36 | -21 | 13   | Kiestek az NB II-be                |

#### Eredmények összesítése
Az alábbi táblázatban összesítve szerepelnek a Ferencvárosi TC 1958/59-es bajnokságban elért eredményei.
| Ősz/tavasz (forduló)    | Otthon | Otthon | Otthon | Otthon | Otthon | Otthon | Otthon | Idegenben | Idegenben | Idegenben | Idegenben | Idegenben | Idegenben | Idegenben |
| Ősz/tavasz (forduló)    | M      | GY     | D      | V      | LG–KG  | GK     | P      | M         | GY        | D         | V         | LG–KG     | GK        | P         |
| ----------------------- | ------ | ------ | ------ | ------ | ------ | ------ | ------ | --------- | --------- | --------- | --------- | --------- | --------- | --------- |
| Őszi szezon (1–13.)     | 7      | 3      | 1      | 3      | 11–8   | +3     | 7      | 6         | 3         | 1         | 2         | 11–16     | –5        | 7         |
| Tavaszi szezon (14–26.) | 6      | 3      | 1      | 2      | 10–8   | +2     | 7      | 7         | 1         | 5         | 1         | 5–5       | 0         | 7         |
| Összesen (1–26.)        | 13     | 6      | 2      | 5      | 21–16  | +5     | 14     | 13        | 4         | 6         | 3         | 16–21     | –5        | 14        |

### Magyar kupa
(előzményét lásd az 1957-es szezonnál)
Döntő
| 1958. augusztus 20. |

| Ferencváros                    | 2 – 1                         | Salgótarjáni BTC     |
| ------------------------------ | ----------------------------- | -------------------- |
| Friedmanszky 20' 59' Orosz 58′ | (1 – 1) Jegyzőkönyv Részletek | Csáki 44' (11-esből) |

| Népstadion, Budapest Nézőszám: 10 000 Játékvezető: Virágh Ferenc (magyar) |

### Egyéb mérkőzések
| 1958. augusztus 16. |

| Ferencváros   | 7 – 2       | Linzer ASK |
| ------------- | ----------- | ---------- |
| Szigeti Orosz | Jegyzőkönyv |            |

| Népstadion, Budapest |

| 1958. augusztus 17. |

| Ferencváros | 1 – 0       | Austria Wien |
| ----------- | ----------- | ------------ |
| Mátrai      | Jegyzőkönyv |              |

| Népstadion, Budapest |

| 1958. október 5. |

| Ferencváros          | 4 – 1       | Slovan Bratislava |
| -------------------- | ----------- | ----------------- |
| Borsos Kertész Orosz | Jegyzőkönyv |                   |

| Népstadion, Budapest |

| 1958. november 19. |

| Minor Dimitrov | 1 – 0       | Ferencváros |
| -------------- | ----------- | ----------- |
|                | Jegyzőkönyv |             |

| Dimitrovo |

| 1958. november 22. |

| Levszki Szofija | 0 – 0               | Ferencváros |
| --------------- | ------------------- | ----------- |
|                 | (0 – 0) Jegyzőkönyv |             |

| Szófia |

| 1958. december 21. |

| Schalke 04 | 1 – 1       | Ferencváros  |
| ---------- | ----------- | ------------ |
|            | Jegyzőkönyv | Friedmanszky |

| Gelsenkirchen |

| 1958. december 25. |

| Altona, Concordia vegyes | 2 – 4       | Ferencváros               |
| ------------------------ | ----------- | ------------------------- |
|                          | Jegyzőkönyv | Friedmanszky Orosz Rákosi |

| Hamburg |

| 1958. december 27. |

| Werder Bremen | 2 – 1       | Ferencváros  |
| ------------- | ----------- | ------------ |
|               | Jegyzőkönyv | Friedmanszky |

| Bréma |

| 1959. február 18. |

| Ferencváros      | 2 – 0       | Cracowia |
| ---------------- | ----------- | -------- |
| Dalnoki Fenyvesi | Jegyzőkönyv |          |

| Építők pálya, Budapest, Népliget |

| 1959. március 26. |

| Kickers Offenbach | 2 – 3       | Ferencváros       |
| ----------------- | ----------- | ----------------- |
|                   | Jegyzőkönyv | Rákosi Mátrai ög' |

| Offenbach am Main |

| 1959. március 27. |

| Dynamo Berlin | 3 – 1       | Ferencváros |
| ------------- | ----------- | ----------- |
|               | Jegyzőkönyv | Szigeti     |

| Berlin |

| 1959. március 29. |

| Worwarts Berlin | 1 – 1       | Ferencváros |
| --------------- | ----------- | ----------- |
|                 | Jegyzőkönyv | Szigeti     |

| Berlin |

| 1959. április 1. |

| Spartak Praha Sokolovo | 2 – 1       | Ferencváros |
| ---------------------- | ----------- | ----------- |
|                        | Jegyzőkönyv | Orosz       |

| Prága |

| 1959. július 1. |

| Partizan Beograd | 1 – 1 | Ferencváros |
| ---------------- | ----- | ----------- |
|                  |       | Rákosi      |

| Belgrád |

| 1959. július 8. |

| Ferencváros                  | 3 – 2       | Worwarts Berlin |
| ---------------------------- | ----------- | --------------- |
| Fenyvesi Rákosi Friedmanszky | Jegyzőkönyv |                 |

| Üllői út, Budapest |

## Külső hivatkozások
- A csapat hivatalos honlapja (magyarul)
- Az 1958–1959-es szezon menetrendje a tempofradi.hu-n (magyarul)